# Gradi della Polizia israeliana

Distintivo della Polizia di Israele

Di seguito i gradi della Polizia israeliana, forza di pubblica sicurezza a ordinamento civile di Israele.

## Gradi

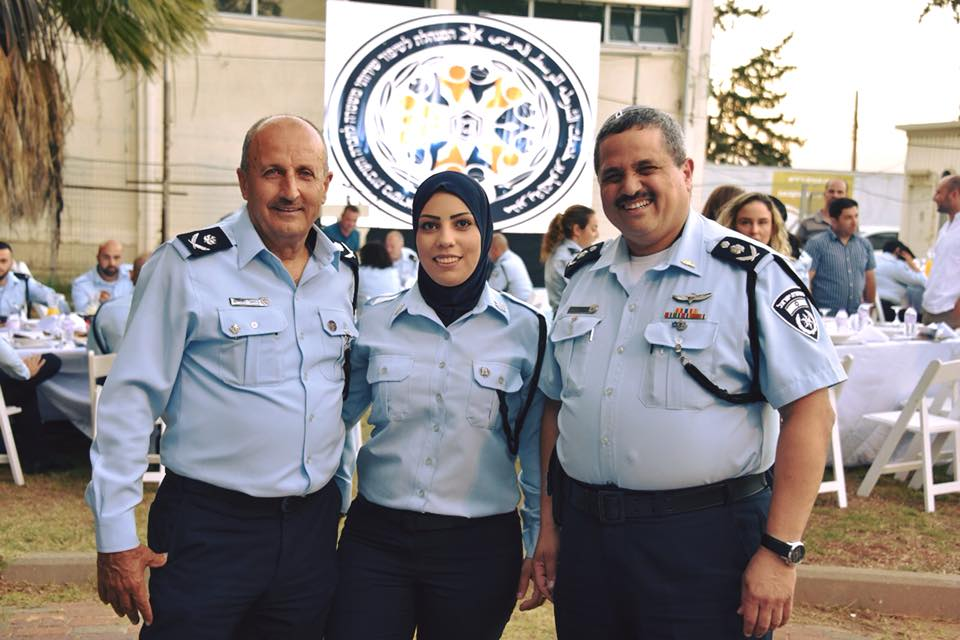
Da sx a dx: il vicecomandante generale della polizia israeliana Jamal Hakrush, un'agente donna (ambedue arabi israeliani) e il comandante generale della polizia israeliana Roni Alsheich, durante un ricevimento per l'inizio del Ramadan nel maggio 2018

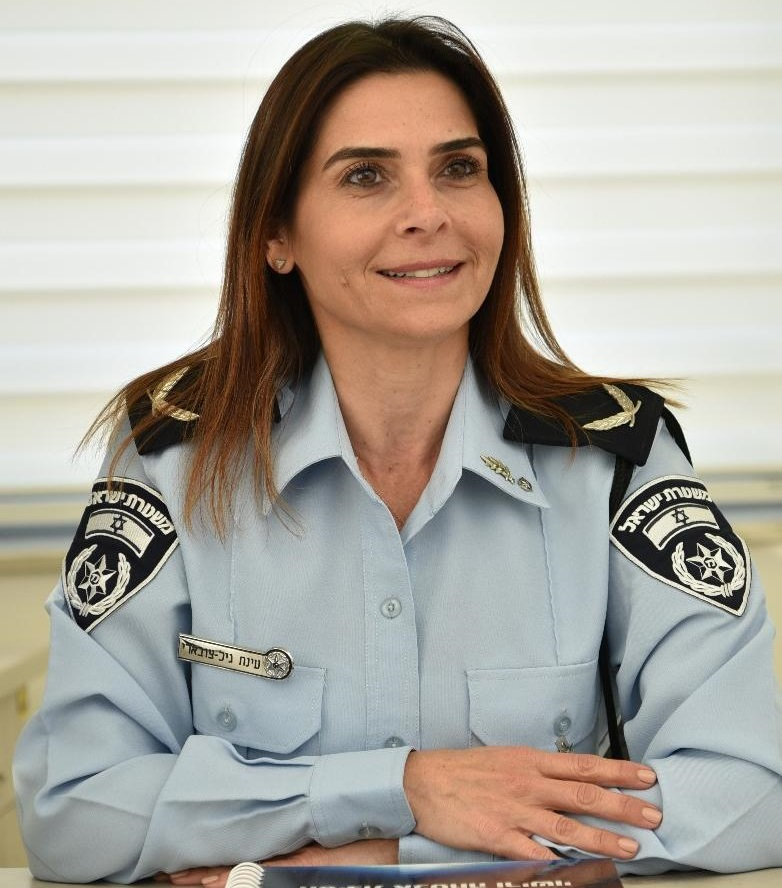
Einat Gil-Tzuberi, portavoce del quartier generale nazionale, capo divisione sicurezza e del dipartimento della polizia di prossimità nonché responsabile delle risorse umane

| Corrispondenza in italiano corrispondenza in inglese       | (Ebraico)              | Traslitterazione       | Distintivo             |
| Agenti, sovrintendenti                                     | Agenti, sovrintendenti | Agenti, sovrintendenti | Agenti, sovrintendenti |
| ---------------------------------------------------------- | ---------------------- | ---------------------- | ---------------------- |
| agente constable                                           | שוטר                   | shoter                 |                        |
| agente scelto corporal                                     | רב שוטר                | rav shoter             |                        |
| vicesovrintendente (vicebrigadiere) sergeant               | סמל שני                | samal sheni            |                        |
| sovrintendente (brigadiere) staff sergeant                 | סמל ראשון              | samal rishon           |                        |
| sovrintendente capo (brigadiere capo) sergeant first class | רב סמל                 | rav samal              |                        |
| vice ispettore master sergeant                             | רב סמל ראשון           | rav samal rishon       |                        |
| ispettore first sergeant                                   | רב סמל מתקדם           | rav samal mitkadem     |                        |
| ispettore capo sergeant major                              | רב סמל בכיר            | rav samal sakhir       |                        |
| ispettore superiore sergeant major of command              | רב נגד                 | rav nagad              |                        |
| Commissari                                                 |                        |                        |                        |
| vicecommissario sub-inspector                              | מפקח משנה              | mefake'ah mishneh      |                        |
| commissario inspector                                      | מפקח                   | mefake'ah              |                        |
| commissario capo chief inspector                           | פקד                    | pakad                  |                        |
| vicequestore aggiunto superintendent                       | רב פקד                 | rav pakad              |                        |
| vicequestore chief superintendent                          | סגן ניצב               | san nitzav             |                        |
| questore commander                                         | ניצב משנה              | nitzav mishneh         |                        |
| primo dirigente assistant commissioner                     | תת ניצב                | tat nitzav             |                        |
| vicecomandante generale deputy commissioner                | ניצב                   | nitzav                 |                        |
| comandante generale della polizia commissioner             | רב ניצב                | rav nitzav             |                        |

## Onorificenze
Le massime onorificenze della Polizia sono le stesse delle Forze di difesa israeliane in quanto molti suoi appartenenti ne hanno fatto parte o provengono dai suoi ranghi, la più alta onorificenza in assoluto ad essere concessa da Israele è la Medaglia al Valore, seguita da quella al Coraggio e da quella al Merito, ma lo stato garantisce anche innumerevoli altre medaglie per premiare partecipazioni a campagne militari, anche pre-unitarie, oppure particolari servizi svolti per il Paese.